# قرارگاه منطقه‌ای جنوب‌شرق نزاجا
قرارگاه منطقه‌ای جنوب‌شرق نزاجا یک سپاه راه‌کنشی زیرمجموعه نیروی زمینی ارتش ایران است، که نظارت و فرماندهی عملیاتی بر کلیه یگان‌های نیروی زمینی ارتش در استان‌های جنوب شرقی ایران را برعهده دارد. ستاد فرماندهی این قرارگاه در شهر کرمان قرار دارد.
قرارگاه منطقه‌ای جنوب‌شرق نزاجا، یگان‌های نیروی زمینی ارتش در استان‌های کرمان، هرمزگان و سیستان و بلوچستان را فرماندهی و کنترل می‌کند. فرمانده این قرارگاه توسط فرمانده کل ارتش منصوب می‌شود و علاوه بر فرماندهی این قرارگاه، «فرمانده ارشد آجا» در این استان‌ها است. هم‌اکنون سرتیپ امیر غلامعلیان فرماندهی این قرارگاه را برعهده دارد.

## زیرمجموعه‌ها
- قرارگاه منطقه‌ای جنوب‌شرق نزاجا

- قرارگاه عملیاتی لشکر ۸۸ زرهی زاهدان

- تیپ ۱۸۸ زرهی زاهدان
- تیپ ۲۸۸ زرهی خاش
- تیپ ۳۸۸ پیاده مکانیزه ایرانشهر
- تیپ ۴۸۸ نفربر مکانیزه چابهار
- تیپ ۵۸۸ نفربر زرهی میناب
- تیپ ۶۸۸ زرهی مکانیزه کرمان
- تیپ ۲۲۳ واکنش سریع بم

توپخانه
- گروه ۵۵ توپخانه خاش

هوانیروز
- پایگاه سوم رزمی هوانیروز کرمان
- پایگاه مقدم هوانیروز زاهدان

مرکز آموزش
- مرکز آموزشی ۰۸ خاش
- مرکز آموزشی ۰۵ کرمان

مراکز درمانی
- بیمارستان ۵۷۹ کرمان
- بیمارستان ۵۶۲ زاهدان
- بیمارستان ۵۶۱ خاش
- بیمارستان ۵۵۹ ایرانشهر[۷]